# Seminario vescovile di Teggiano
Il Seminario vescovile di Teggiano fu fondato nel 1564 subito dopo il Concilio di Trento da Paolo Emilio Verallo, vescovo di Capaccio. Il seminario ha sede nella città di Teggiano, al centro del Vallo di Diano. Il seminario appartiene alla diocesi di Teggiano-Policastro.
Nell'ingresso del seminario si può ammirare la pavimentazione in pietra locale, fatta a strisce per evitare che i cavalli scivolassero.
Oggi nel seminario è allocato l'importante Archivio Diocesano, diviso in quattro grandi sezioni: Amministrazione, Storia, Clero e Matrimoni. Il museo conserva conserva opere di epoca classica e medievale.
Il seminario ospita inoltre la sede dell'Accademia Musicale del Vallo di Diano.